# Lijst van kunststofsoorten
Er bestaan verschillende soorten kunststoffen, die ingedeeld kunnen worden in enkele groepen zoals thermoplasten, thermoharders en elastomeren.

## Thermoplasten
Een thermoplast is een materiaal van kunststof dat bij sterke verhitting zacht wordt. Enkele voorbeelden:
- Acrylonitril-butadieen-styreen (ABS)
- Polyvinylchloride (pvc)
- Polypropeen (PP)
- Polyetheen (PE)
- Acryl
- Celluloid
- Polysulfon
- Polystyreen
- Celluloseacetaat
- Teflon (PTFE)
- Polymethylmethacrylaat (PMMA)
- Polymelkzuur (PLA)

## Thermoharders
Thermoharders of thermohardende polymeren, ook wel duroplasten genoemd, blijven of worden hard als ze worden verhit.
- Alkydharsen
- Fenolformaldehyde (PF)
- Diallylftalaat (DAP)
- Melamineformaldehyde (MF)
- Polyesterharsen
- Ureumformaldehyde (UF)

## Elastomeren
Elastomeren zijn polymeren met rubberachtige eigenschappen.
- EPDM-rubber
- Epichloorhydrinerubber (ECO)
- Elastan
- Isopreenrubber (IR)
- Neopreen (polychloropreen)
- Isopreen-butylrubber (IIR)
- Polyurethaan (pur)
- Natuurrubber (NR)
- Styreen-butadieenrubber (SBR)
- Hypalon (CSM, chloor-sulfon-polyethyleen)
- Siloxanen

## Recyclingscodes
Om bij het recyclen de verschillende type kunststoffen te herkennen, bevatten deze vaak een recyclingcode. 
| Afkorting | Naam                                                                | Toepassing                                                                   |
| --------- | ------------------------------------------------------------------- | ---------------------------------------------------------------------------- |
| PET       | polyethyleentereftalaat                                             | polyestervezels, folie, frisdrankflessen                                     |
| HD-PE     | high-density-polyetheen                                             | plastic flessen, plastic zakken, vuilnisemmers, plastic buizen, kunsthout    |
| PVC       | polyvinylchloride                                                   | kozijnen, buizen, flessen (voor chemicaliën, lijm, ...)                      |
| LD-PE     | low-density-polyetheen                                              | plastic zakken, emmers, dispenserflessen voor zeep, plastic tubes            |
| PP        | polypropeen                                                         | bumpers, interieurpanelen e.d. voor auto’s; industriële vezels               |
| PS        | polystyreen                                                         | speelgoed, bloempotten, videocassettes, asbakken, koffers, polystyreenschuim |
| Verdere   | o.a. PMMA, polycarbonaat, polyamide, ABS, vezelversterkte kunststof | Perspex, nylon etc.                                                          |